# Tuberenes sikkimensis
Tuberenes sikkimensis là một loài bọ cánh cứng trong họ Cerambycidae.